# Thomas Hill Green
Thomas Hill Green (7 de abril de 1836 – 26 de marzo de 1882), filósofo inglés,  conocido idealista de Oxford y profesor universitario.

## Teoría política
Desarrolló junto a Bernard Bosanquet el llamado liberalismo orgánico, en el que defendían la intervención activa del estado como algo positivo para promover la realización individual, que se conseguiría evitando los monopolios económicos, acabando con la pobreza y protegiendo a las personas en la incapacidad por enfermedad, desempleo o vejez. También llegaron a identificar el liberalismo con la extensión de la democracia.
'Las reglas son hechas para el hombre y no el hombre para las reglas'. Principalmente en Los principios de la obligación política, 
Se considera que Hill Green es, junto a Leonard Trelawny Hobhouse uno de los promotores del llamado New liberalism, a través de sus "lecciones sobre los Principios de la obligaciones políticas". en Universidad de Oxford en las décadas de los setenta y ochenta del siglo XIX.

## Enlaces
- Biografía
- Bibliografía

- Datos: Q369621
- Multimedia: Thomas Hill Green / Q369621